# Constance Jeans
Constance Jeans, född 23 augusti 1899 i Nottingham, död april 1984 i Falmouth, var en brittisk simmare.
Jeans blev olympisk silvermedaljör på 4 x 100 meter frisim vid sommarspelen 1920 i Antwerpen.